# Gustaf Drysén

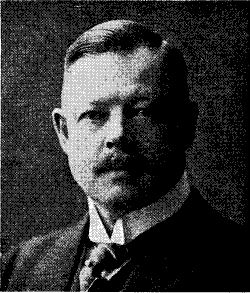
Gustaf Drysén

Gustaf Albert Drysén, född den 22 juli 1868 i Strängnäs, död den 25 juli 1924, var en svensk bankdirektör. Han var son till rektorn och författaren Johan Albert Drysén och Julie Deuble.
Drysén avlade filosofie kandidatexamen i Uppsala 1891 och började samma år arbeta som banktjänsteman. Han verkade som assistent vid finansdepartementets bankbyrå åren 1900-1906. År 1907 arbetade han i den då nybildade bankinspektionen för att senare samma år bli verkställande direktör i Skaraborgs enskilda bank där Drysén var baserad vid huvudkontoret i Skövde. År 1910 började han istället som verkställande direktör i Stockholm—Övre Norrland bank där han verkade till 1917 då han blev direktör i Svenska handelsbanken. Drysén var även ledamot av Djursholms stadsstyrelse. Han dog 56 år gammal efter en olyckshändelse.